# Lance Guest
Lance R. Guest (ur. 21 lipca 1960 w Saratodze) – amerykański aktor filmowy i telewizyjny. Ma na swoim koncie wiele występów w filmach i telewizji. Wystąpił w takich serialach jak m.in. Lou Grant, Knots Landing, St. Elsewhere, Cudowne lata, Ich pięcioro, JAG, Nowojorscy gliniarze, Z Archiwum X, Jak pan może, panie doktorze?, Dzień za dniem, Doktor House i Jerycho.